# チャップマン＝コルモゴロフ方程式
確率論において、チャップマン＝コルモゴロフ方程式（チャップマン＝コルモゴロフほうていしき、英: Chapman-Kolmogorov equation）とは、マルコフ過程における条件付き確率（遷移確率）が満たす方程式。マルコフ過程の条件付き確率の時間発展を定める。スモルコフスキーの方程式とも呼ばれる。
1906年にポーランドの物理学者スモルコフスキーにより、特別な場合が導出されるともに
、後に英国の物理学者チャップマンやロシアの数学者コルモゴロフらによって、一般的な形で定式化された

。

## 概要
マルコフ過程X (t )に対し、P(xb, tb |xa, ta)をその条件付き確率とする。このとき、t1<t2<t3を満たす任意のt2について、
{\displaystyle P(x_{3},t_{3}|x_{1},t_{1})=\int P(x_{3},t_{3}|x_{2},t_{2})P(x_{2},t_{2}|x_{1},t_{1})dx_{2}}
が成り立つ。この方程式をチャップマン＝コルモゴロフ方程式と呼ぶ。この非線形積分方程式は一般的な確率過程X (t )が、マルコフ過程となる必要条件を与える。

## マルコフ連鎖における表現
扱う系によって、チャップマン＝コルモゴロフ方程式はいくつかの表現形式をとりうる。離散状態をとる連続時間マルコフ連鎖においては、pij(t)=P (X (t )=j|X (0)=i)
に対し、チャップマン＝コルモゴロフ方程式は
{\displaystyle p_{ij}(t+s)=\sum _{k\in S}p_{ik}(t)p_{kj}(s)}
の形で表される。同様に離散時間マルコフ連鎖においては、pij(n)=P (X (n )=j|X (0)=i)に対し、チャップマン＝コルモゴロフ方程式は
{\displaystyle p_{ij}(n+m)=\sum _{k\in S}p_{ik}(n)p_{kj}(m)}
となる。ここで、遷移行列
{\displaystyle P(n)=(p_{ij}(n))}
を導入すれば、チャップマン＝コルモゴロフ方程式は遷移行列Pを用いて、
{\displaystyle P(n+m)=P(n)P(m)}
という行列の積で表現される。